# Đặc cảnh sân bay (phim truyền hình TVB)
Cơ Trường Đặc Cảnh (tên tiếng Anh: Airport Strikers) là một bộ phim truyền hình nhiều tập về đề tài cảnh sát hiện đại do đài truyền hình TVB Hồng Kông sản xuất. Các diễn viên chính Trương Chấn Lãng, Dương Minh, Thái Tư Bối, Thang Lạc Văn và Huỳnh Tử Hằng, diễn viên phụ Quan Lễ Kiệt, Đặng Bội Nghi, Lê Chấn Diệp, Vương Tử Hiên, Chu Mẫn Hãn. Biên thẩm (biên kịch và thẩm định): Lâm Lệ Mị, giám chế: Trần Diệu Toàn.
Cốt truyện chủ yếu xoay quanh Đội đặc cảnh sân bay (ASU) của Cảnh sát Hồng Kông, về công việc và sự rèn luyện gian khổ của họ, làm thế nào để họ phục vụ công dân được tốt nhất và duy trì an ninh trật tự của toàn cảnh khu sân bay. Phim này được Cục quản lý Sân bay Hong Kong ủng hộ và toàn lực giúp đỡ trong quá trình quay phim.

Bộ phim này nằm trong 19 bộ phim được giới thiệu ở Lễ ra mắt phim TVB 2019 (TVB Sales Presentation 2019) và trong 10 bộ phim được giới thiệu ở Triển lãm Phim ảnh Hong Kong năm 2019. Ở Đại lục Trung Quốc do Youku phát hành, ở Đài Loan do LINE TV, Vidol, KKTV, LiTV và CHT MOD, HamiVideo, myVideo phát sóng trên mạng.

## Cốt truyện
Đội Đặc cảnh Sân bay (ASU) của Cảnh sát Hong Kong là một lực lượng cảnh sát đặc nhiệm bán quân sự, trách nhiệm chủ yếu là duy trì an toàn công cộng và hàng không trong toàn khu vực sân bay, chống khủng bố, bảo vệ nhân vật VIP và chi viện cho cứu nạn. Câu chuyện khởi đầu từ một vụ cướp ở sân bay, một nghi phạm đào tẩu gây ra một loạt tai nạn giao thông. Các cảnh sát đang nghỉ phép Trương Cảnh Sơn (Trương Chấn Lãng đóng), Chương Chấn Hách (Huỳnh Tử Hằng) và Tân Khải Tình (Thái Tư Bối) đúng lúc vừa tới sân bay, tham gia cứu người ở hiện trường và hành động truy bắt nghi phạm.
Một năm sau, những cảnh sát đến từ các bộ môn khác nhau như Cảnh Sơn, Khải Tình, Hà Thi Hoa (Đặng Bội Nghi) và Ổ Quán Thông (Chu Mẫn Hãn) cùng thi vào ASU. Dưới sự dạy dỗ nghiêm khắc của sĩ quan Văn Vĩnh Cường (Quan Lễ Kiệt), 4 người thiết lập tình bạn và thuận lợi tốt nghiệp, gia nhập ASU. 4 đặc cảnh mới và nhóm người cũ không ngừng tương tác tốt với nhau trong công việc. Nhưng Cảnh Sơn lại thường đối đầu với Tổng Thanh tra của ASU là Chương Chấn Hách. Trung sĩ Mã Dung Nghĩa (Dương Minh) biết rõ hiềm khích của đôi bên nên thường đứng ra hoà giải. Cảnh Sơn lại dần dần nảy sinh tình cảm với cộng sự Khải Tình. Trong khi chấp hành nhiệm vụ, mọi người chứng kiến bao nhiêu vui buồn chia ly, sinh tử mất mát, khiến mỗi người tự nhìn lại bản thân mà tiến bộ, tạo thành tinh thần trách nhiệm đối với ASU. Tuy nhiên, nguy hiểm cực đại đang dần kéo đến, khiến cả đội rơi vào thế nguy nan...

## Các vấn đề xã hội liên quan đến cốt truyện
Tuy tình tiết trong phim không có liên hệ trực tiếp với các vấn đề xã hội ngoài đời, vẫn có không ít tình tiết được cải biên căn cứ vào những sự kiện đã xảy ra ngoài đời thật.
- Thảm sát Munich năm 1972.
- Sự kiện bà thím nằm ăn vạ ở sân bay năm 2009.

## Nét độc đáo của phim
Trước phần nhạc phim đầu mỗi tập đều chiếu một đoạn flashback kể lại trải nghiệm của các nhân vật chính trước khi gia nhập Đội Đặc cảnh Sân bay (ngoại trừ tập 1, 25).

## Diễn viên và vai diễn
Lưu ý: Trong phần này, chức vụ của Cảnh sát Hong Kong được in nghiêng, tên các đội cảnh sát và biệt danh nhân vật được in đậm. Để hiểu thêm về các chức vụ, mời xem Lực lượng Cảnh sát Hồng Kông#Cấp bậc và phù hiệu.

### Sân bay Quốc tế Hong Kong

#### Đồn cảnh sát Sân bay
| Diễn viên        | Vai diễn          | Biệt danh / Mối quan hệ |
| ---------------- | ----------------- | --- |
| Huỳnh Tử Hằng    | Chương Chấn Hách  | sếp Chương, Cesar, Ông Chủ, Eagle A1 Trước kia là Thanh tra Cao cấp của PTU (Đội cảnh sát cơ động) Tổng Thanh tra - người đứng đầu ASU Số hiệu cảnh sát CIP28318 Cấp trên và đồ đệ của Văn Vĩnh Cường Cấp dưới của Đặng Ứng Thao Thay thế chức vụ Tổng Thanh tra ASU của Chiêu Gia Trí từ tập 1 Cấp trên của Trương Cảnh Sơn, bất hòa với anh ta, luôn bị anh ta khiêu chiến và gây hấn, sau này làm hoà Xem Nhà họ Chương |
| Lê Gia Trí       | Chiêu Gia Trí     | sếp Chiêu Hiện là Cảnh ti của PTU Trước đây là Tổng Thanh tra - người đứng đầu ASU Tập 1 sau khi giao chức vụ lại cho Chương Chấn Hách thì chuyển công tác Tập 22 tham dự tang lễ của Văn Vĩnh Cường Khách mời diễn xuất và cố vấn chuyên môn cho phim |
| Quan Lễ Kiệt     | Văn Vĩnh Cường    | sếp Man, Cường Xương Sườn (Ổ Hữu Vi thường gọi), Eagle A5 Thanh tra (huấn luyện và chi viện) / Chuyên viên bom mìn của EODB (Cục Xử lý Chất nổ) Trước đây là thành viên SDU (Đội Phi Hổ), đồng đội cũ của Giang Cẩm Vinh Học trò cũ của Ổ Hữu Vi Tập 22 hy sinh, an táng ở Hạo Viên (nghĩa trang nhân viên công vụ) Xem Nhà họ Văn |
| Thôi Cẩm Đường   | Triệu Hưng Dũng   | Triệu Gia, anh Dũng Thanh tra (chỉ huy tổ Eagle, Gyps) Số hiệu cảnh sát IP28168 Ngày xưa khi đi bắt cướp từng bị cắt đứt một phần vành tai |
| Diêu Diệc Lễ     | Diệp Bảo Khánh    | Turbo Thanh tra (chỉ huy 1 trong 3 tổ Owl, Falcon, Hawk) |
| Lâm Kính Cương   | Nghiêm Lệ Xương   | Fit Thanh tra (chỉ huy 1 trong 3 tổ Owl, Falcon, Hawk) |
| Hà Trấn Cừu      | Hà Cửu            | anh Cửu Thanh tra Kiến tập / Huấn luyện viên cảnh sát Từ tập 24 đảm nhiệm chức Thanh tra ở Tổng bộ Khách mời diễn xuất và cố vấn chuyên môn |
| Tiển Hạo Anh     | Quan Anh Kiệt     | Quan Công, Quan Mị, Eagle 9 Thượng sĩ Học trò cũ của Ổ Hữu Vi |
| Thái Quốc Uy     | Kha Kiên          | sếp OK Thượng sĩ / Huấn luyện viên cảnh sát Học trò cũ của Ổ Hữu Vi |
| Huỳnh Vỹ Đường   |                   | Huấn luyện viên cảnh sát của CTRU (Đội chống khủng bố) |
| Trịnh Kiện Lạc   |                   | Huấn luyện viên cảnh sát của SDU |
| Hà Khải Nam      | Cố Gia Hòa        | Cố Gia (Thương gia đình), Eagle 7 Trung sĩ Cấp dưới của Văn Vĩnh Cường Mới vừa có một đứa con trai Thường đem canh tới sở cho mọi người uống |
| Dương Minh       | Mã Dung Nghĩa     | Easy, anh Easy, Eagle 1 Trung sĩ Cấp dưới và đồ đệ của Văn Vĩnh Cường Xem Nhà họ Mã |
| Triệu Lạc Hiền   | Lư Vỹ Căn         | Lang Nhân (Người sói) Trung sĩ Cấp dưới của Văn Vĩnh Cường Vừa kết hôn, muốn sớm có con |
| Ngô Gia Lạc      | Giang Cẩm Vinh    | sếp Giang, anh Khẩn, Eagle 5 Cảnh viên Cao cấp, từng là tiểu đội phó ở SDU Cấp dưới của Văn Vĩnh Cường Từng được mệnh danh là "tay súng thần" ở SDU, nhưng vì trong một nhiệm vụ đã bắn chết một nữ cướp 20 tuổi khiến cha mẹ cô trách mắng, sau này anh sợ phải nổ súng Tập 16 bị Chương Chấn Hách yêu cầu nghỉ phép có lương Tập 22 quyết định đi khám bác sĩ tâm lý, chịu đối mặt với ám ảnh tâm lý sợ nổ súng của mình, tập 24 khắc phục nỗi sợ Xem Nhà họ Giang |
| Dương Chứng Hoa  | Thôi Thụy Đức     | anh Xuy Thủy (Bốc Phét), Eagle 3 Cảnh viên Cao cấp Cấp dưới của Văn Vĩnh Cường Bạn trai của Venus Thích tán dóc, giỏi giao tiếp Biết nhiều ngôn ngữ |
| Trương Chấn Lãng | Trương Cảnh Sơn   | Hill Trương (Phô Trương), 11, Eagle 8 Cảnh viên ASU, trước đây là Cảnh viên DCS (Tổ trọng án quận) Thâm Thủy Bộ Số hiệu cảnh sát PC38388 Cấp dưới của Văn Vĩnh Cường Bất hòa với Chương Chấn Hách, luôn khiêu chiến và gây hấn với anh ta, muốn chiến thắng anh nhưng lần nào cũng thất bại, sau này làm hoà Tham gia khóa huấn luyện cơ bản của ASU từ tập 3 sau khi qua được vòng sơ tuyển Tốt nghiệp khóa huấn luyện ở tập 7 và chính thức gia nhập ASU ở tập 8 Tập 21 suýt bị điều khỏi ASU, thật ra đó là kế của Chương Chấn Hách để âm thầm hoà giải với anh Tập 25 bắn chết Tống Thiên Cơ Xem Nhà họ Chương |
| Thái Tư Bối      | Tân Khải Tình     | Tân tử, Eagle 4 Cảnh viên ASU, sau thăng chức thành Trung sĩ Trước đây là Cảnh viên PTU Tây Cửu Long Số hiệu cảnh sát PC38399 -> SGT38399 Cấp dưới và đồ đệ của Văn Vĩnh Cường Tham gia khóa huấn luyện cơ bản của ASU từ tập 3 sau khi qua được vòng sơ tuyển Tốt nghiệp khóa huấn luyện ở tập 7 và chính thức gia nhập ASU ở tập 8 Tập 25 thăng chức thành Trung sĩ và gia nhập EODB trở thành chuyên viên bom mìn Xem Nhà họ Tân |
| Đặng Bội Nghi    | Hà Thi Hoa        | Silver, A Ngân, Eagle 6 Cảnh viên ASU, trước đây là Cảnh viên Cục Cảnh sát Giao thông Tân Giới Nam Số hiệu cảnh sát PC28878 Cấp dưới của Văn Vĩnh Cường Cấp dưới cũ của Đặng Ứng Thao Tham gia khóa huấn luyện cơ bản của ASU từ tập 3 sau khi qua được vòng sơ tuyển Tốt nghiệp khóa huấn luyện ở tập 7 và chính thức gia nhập ASU ở tập 8 Xem Nhà họ Hà |
| Chu Mẫn Hãn      | Ổ Quán Thông      | A Thông, 22, Ô Thúc Thúc, Eagle 10 Cảnh viên ASU, trước đây là Cảnh viên Tổ điều tra dân sự Loan Tử Số hiệu cảnh sát PC28166 Cấp dưới của Văn Vĩnh Cường Tham gia khóa huấn luyện cơ bản của ASU từ tập 3 sau khi qua được vòng sơ tuyển Tốt nghiệp khóa huấn luyện ở tập 7 và chính thức gia nhập ASU ở tập 8 Xem Nhà họ Ổ |
| Lê Chấn Diệp     | Khương Hạo Chính  | Cú Khương (Đủ Đô), Eagle 2 Cảnh viên ASU, trước đây là Cảnh viên CIB (Cục Tình báo Hình sự) ở Cảnh khu Sân bay Cấp dưới của Văn Vĩnh Cường Xem Nhà họ Khương |
| Trần Vỹ Hồng     | Tô Hán Sâm        | Handsome Cảnh viên Cấp dưới của Văn Vĩnh Cường Họ tên đồng âm với So Handsome (rất đẹp trai) |
| Viên Trấn Nghiệp | Cao Phong         | Cao Lão (Cao kều) Cảnh viên Cấp dưới của Văn Vĩnh Cường Có đam mê về súng |
| Lương Dụ Hằng    | Sài Nhất Long     | Alone Cảnh viên Cấp dưới của Văn Vĩnh Cường |
| Ngô Thiên Hữu    | Lâm Dục Thành     | Dục Thành Cảnh viên Cấp dưới của Văn Vĩnh Cường Thường bị nhận nhầm là anh em sinh đôi với Lập Triết |
| Ngô Tử Trùng     | Hầu Lập Triết     | Lập Triết Cảnh viên Cấp dưới của Văn Vĩnh Cường Thường bị nhận nhầm là anh em sinh đôi với Dục Thành |
| Giang Phú Cường  | Lương Ngạn Bác    | anh Bác Cảnh viên Cấp dưới của Văn Vĩnh Cường Có bằng kỹ sư điện |
| Lý Thiện Hằng    | Ngô Cát Hiền      | Trường Khí Hiền (Hiền dài hơi), Eagle 16 Cảnh viên Cấp dưới của Văn Vĩnh Cường Giỏi chạy bền |
| Lưu Thiên Long   | Đàm Quốc Hào      | Thượng sĩ Cấp dưới của Văn Vĩnh Cường |
| Vệ Chí Hào       | Phùng Thiệu Cương | Cảnh viên Cấp dưới của Văn Vĩnh Cường |
| Gia Tuấn         | Tạ Duệ Minh       | Cảnh viên Cấp dưới của Văn Vĩnh Cường |
| Quan Diệu Tuấn   | Từ Kim            | Học viên ASU |
| Hà Tấn Lạc       |                   | Học viên ASU |
| Mạc Gia Cam      |                   | Học viên ASU |
| Trình Hạo Tuấn   |                   | Học viên ASU |
| Trịnh Vịnh Khiêm |                   | Học viên ASU |
| Lâu Gia Hào      |                   | Học viên ASU |
| Trịnh Tuyển Hi   |                   | Học viên ASU |
| Huỳnh Vinh Sân   |                   | Học viên ASU |
| Dư Ứng Đồng      |                   | Học viên ASU |
| Lý Gia Tấn       |                   | Học viên ASU |
| Ngũ Lễ Khiên     |                   | Học viên ASU |
| Châu Gia Toàn    |                   | Học viên ASU |
| Lâm Hạo Văn      |                   | Học viên ASU |
| Lý Hiển Diệu     |                   | Học viên ASU |
| Trần Tiển Hạo    |                   | Học viên ASU |
| Ngô Trác Hành    |                   | Học viên khóa mới của ASU (tập 25) |
| Trâu Triệu Đình  |                   | Học viên khóa mới của ASU (tập 25) |

| Diễn viên       | Vai diễn        | Biệt danh / Mối quan hệ |
| --------------- | --------------- | --- |
| Vỹ Liệt         |                 | Nhất Ca Sở trưởng Sở cảnh sát Tập 6 vì Trương Cảnh Sơn nổ súng ở chốn đông người nên ông phải tới Hội đồng Lập pháp để giải trình Tập 22 tham dự tang lễ của Văn Vĩnh Cường |
| Lý Cương        |                 | Phó Sở trưởng Sở cảnh sát Tập 22 tham dự tang lễ của Văn Vĩnh Cường |
| Quan Vỹ Luân    |                 | Phó Sở trưởng Sở cảnh sát Tập 22 tham dự tang lễ của Văn Vĩnh Cường |
| Lỗ Chấn Thuận   | Đặng Ứng Thao   | Cảnh ti Cao cấp Chỉ huy Cảnh khu Sân bay Cấp trên của Văn Tử Khiêm, Châu Thụ Giai, Quách Tĩnh Văn, Huỳnh Văn Thăng, Tề Thiên Lạc, Lý Lực Tường, Chương Chấn Hách |
| Tô Trác Ân      | Văn Tử Khiêm    | Khiêm Tử Cảnh viên đi tuần ở Cảnh khu Sân bay Số hiệu cảnh sát PC66336 Cấp dưới của Đặng Ứng Thao Cuối tập 25 quyết định tham gia vòng sơ tuyển ASU Xem Nhà họ Văn |
| Lâm Hựu Kiều    | Huỳnh Văn Thăng | Cảnh viên Cấp dưới của Đặng Ứng Thao |
| Dương Gia Bảo   | Quách Tĩnh Văn  | Cảnh viên Cấp dưới của Đặng Ứng Thao |
| Lý Nhật Thăng   | Châu Thụ Giai   | Cảnh viên Cấp dưới của Đặng Ứng Thao |
| Vương Tử Hiên   | Tề Thiên Lạc    | sếp Trai, A Trai, Eagle A Quản lý cảnh khuyển ở sân bay (Cảnh viên Cao cấp) Sinh năm 1987 Bạn chung nhà và đồng nghiệp của Mã Dung Nghĩa Hàng xóm và khách thuê nhà của Hà Thi Hoa, có tình cảm với cô, tập 24 trở thành bạn trai cô Hàng xóm của Tân Khải Tình Cấp dưới của Chương Chấn Hách |
| Huỳnh Kiến Đông | Lý Lực Tường    | sếp Lý, Lực Tường Cảnh viên của Tổ Điều tra Hình sự ở Cảnh khu Sân bay Cấp dưới cũ của Văn Vĩnh Cường Trước đây là Cảnh viên CIB ở Cảnh khu Sân bay Cấp dưới của Đặng Ứng Thao Chồng của Phan Quán Lâm, có một con trai với cô Từng nhiều lần tham dự vòng sơ tuyển của ASU nhưng không đậu Tham gia khóa huấn luyện cơ bản của ASU từ tập 3 sau khi qua được vòng sơ tuyển Vì chuyện gia đình nên quyết định giữa chừng rút khỏi khóa huấn luyện cơ bản của ASU ở tập 5 Cuối tập 25 quyết định tham gia vòng sơ tuyển ASU lần nữa |

#### Nhân viên sân bay
| Diễn viên         | Vai diễn        | Biệt danh / Mối quan hệ |
| ----------------- | --------------- | --- |
| Thang Lạc Văn     | Dư An Na        | Na Na, Nana Tiếp viên hàng không của hãng Cao Phi Sinh năm 1991 Bạn gái cũ của Đại Điền Bạn thân và bạn học cũ của Doãn Chân Nhi Bạn thời trung học của Trương Cảnh Sơn, trở thành bạn gái anh ở tập 9, chia tay ở tập 23 Tình địch của Tân Khải Tình Bạn thân cùng chung sống với Lý Chí An Bị Bryan uy hiếp ở tập 9, sau đó được Trương Cảnh Sơn cứu |
| Lưu Ôn Hinh       | Doãn Chân Nhi   | Jenny Nhân viên lễ tân khách sạn sân bay Bạn thân và bạn học cũ của Dư An Na Bạn học cũ của Trương Cảnh Sơn Con gái người bạn quá cố của Văn Vĩnh Cường Người mà Văn Tử Khiêm yêu thầm |
| Trương Tuyết Oánh | Trình Bảo Cầm   | Tiếp viên hàng không |
| Hồ Mỹ Di          |                 | Tiếp viên hàng không |
| Lưu Gia Kỳ        | Trịnh Quân Di   | Nhân viên ở sân bay |
| Dương Gia Hân     | Trương Uyển San | Nhân viên ở sân bay |
| Lâm Vịnh Đào      | Candy           | Nhân viên ở sân bay |
| Bành Tường Linh   |                 | Nhân viên ở sân bay |

#### Những người khác thường xuất hiện
| Diễn viên        | Vai diễn  | Biệt danh / Mối quan hệ |
| ---------------- | --------- | --- |
|                  | Sebestyen | 11 cm (Thập Nhất Cm) Lữ khách quốc tịch Pháp Vì visa gặp vấn đề nên ở lại luôn ở sân bay Cha của Nathalie Có quan hệ tốt với nhân viên ở sân bay Ở tập 10 vì lo lắng cho vợ bị tai nạn xe ở Pháp nên lẻn vào khu vực cấm định lên máy bay, sau đó bị bắt Sau đó có đề cập rằng đợi Sở Nhập cảnh điều tra bối cảnh rõ ràng sẽ cấp visa tạm thời cho anh về lại Pháp đoàn tụ với gia đình |
| Hà Vỹ Nghiệp     | Chí Lương | Chủ quán cà phê Bị đe doạ khủng bố ở tập 1 |
| Ngô Hương Luân   |           | Chị lao công (tập 2,3,8,9) |
| La Vĩnh Kiện     |           | Bảo vệ sân bay (tập 4, 13) |
| Lương Bách Xuyên |           | Bảo vệ sân bay (tập 4, 13) |

### Các gia đình

#### Nhà họ Chương
| Diễn viên                 | Vai diễn         | Biệt danh / Mối quan hệ |
| ------------------------- | ---------------- | --- |
| Đặng Vĩnh Kiện (thời trẻ) | Chương Hoành Vũ  | Harvey, A Vũ (Triệu Nhã Nghiên, Trương Ỷ Lâm thường gọi) Chuyên gia Thiên văn học nổi tiếng Cố vấn / Giáo sư thỉnh giảng khoa Thiên văn học Chồng của Triệu Nhã Nghiên, sau trở mặt Người tình ngày xưa của Trương Ỷ Lâm, tập 25 làm hoà Cha của Chương Chấn Hách, Trương Cảnh Sơn Cha chồng của Trần Mỹ Nhân Bác thông gia của Trần Quang Lượng Thích ngắm sao |
| Phan Chí Văn              | Chương Hoành Vũ  | Harvey, A Vũ (Triệu Nhã Nghiên, Trương Ỷ Lâm thường gọi) Chuyên gia Thiên văn học nổi tiếng Cố vấn / Giáo sư thỉnh giảng khoa Thiên văn học Chồng của Triệu Nhã Nghiên, sau trở mặt Người tình ngày xưa của Trương Ỷ Lâm, tập 25 làm hoà Cha của Chương Chấn Hách, Trương Cảnh Sơn Cha chồng của Trần Mỹ Nhân Bác thông gia của Trần Quang Lượng Thích ngắm sao |
| Ngô Chỉ Mặc (thời trẻ)    | Triệu Nhã Nghiên | bà Chương Tính cách hà khắc, khó chịu Vợ của Chương Hoành Vũ, sau này trở mặt vì Chương Hoành Vũ nhận lại Trương Cảnh Sơn Mẹ của Chương Chấn Hách, sau này trở mặt vì Chương Chấn Hách làm hoà với Trương Cảnh Sơn Mẹ chồng của Trần Mỹ Nhân, không ưa cô, tập 21 đã tát cô sau khi thấy cô công khai tấm hình chụp chung của Chương Chấn Hách và Trương Cảnh Sơn Bác thông gia của Trần Quang Lượng, không ưa anh ta Má lớn và người đối đầu với Trương Cảnh Sơn, không ưa anh ta Tình địch và người đối đầu của Trương Ỷ Lâm, không ưa bà ta |
| Dương Ngọc Mai            | Triệu Nhã Nghiên | bà Chương Tính cách hà khắc, khó chịu Vợ của Chương Hoành Vũ, sau này trở mặt vì Chương Hoành Vũ nhận lại Trương Cảnh Sơn Mẹ của Chương Chấn Hách, sau này trở mặt vì Chương Chấn Hách làm hoà với Trương Cảnh Sơn Mẹ chồng của Trần Mỹ Nhân, không ưa cô, tập 21 đã tát cô sau khi thấy cô công khai tấm hình chụp chung của Chương Chấn Hách và Trương Cảnh Sơn Bác thông gia của Trần Quang Lượng, không ưa anh ta Má lớn và người đối đầu với Trương Cảnh Sơn, không ưa anh ta Tình địch và người đối đầu của Trương Ỷ Lâm, không ưa bà ta |
| Lâm Tú Di (thời trẻ)      | Trương Ỷ Lâm     | Elaine, BB (Trương Cảnh Sơn thường gọi), Chị Đẹp Bà chủ của "Quán ăn Chị Đẹp" Mẹ của Trương Cảnh Sơn Em họ của chị Hà Chị họ của chị Phong Người tình ngày xưa của Chương Hoành Vũ, vì có sở thích chung (ngắm sao) mà quen biết nhau, sau đó bị Triệu Nhã Nghiên bắt gặp nên chia tay, tập 25 làm hoà Tình địch và người đối đầu với Triệu Nhã Nghiên Hàng xóm của Khu Huệ Bình |
| Vương Ỷ Cầm               | Trương Ỷ Lâm     | Elaine, BB (Trương Cảnh Sơn thường gọi), Chị Đẹp Bà chủ của "Quán ăn Chị Đẹp" Mẹ của Trương Cảnh Sơn Em họ của chị Hà Chị họ của chị Phong Người tình ngày xưa của Chương Hoành Vũ, vì có sở thích chung (ngắm sao) mà quen biết nhau, sau đó bị Triệu Nhã Nghiên bắt gặp nên chia tay, tập 25 làm hoà Tình địch và người đối đầu với Triệu Nhã Nghiên Hàng xóm của Khu Huệ Bình |
| Tô Ân Từ                  | chị Hà           | Chị của chị Phong Chị họ của Trương Ỷ Lâm Dì họ của Trương Cảnh Sơn |
| Tăng Tuệ Vân              | chị Phong        | Em của chị Hà Em họ của Trương Ỷ Lâm Dì họ của Trương Cảnh Sơn |
| Huỳnh Tử Hằng             | Chương Chấn Hách | Cesar Sinh năm 1983 Con trai của Chương Hoành Vũ, Triệu Nhã Nghiên, sau trở mặt với Triệu Nhã Nghiên Chồng của Trần Mỹ Nhân, tập 25 chính thức ly hôn, nhưng cuối cùng làm hòa Anh rể của Trần Quang Lượng Bạn thân của Mã Dung Nghĩa Anh cùng cha khác mẹ của Trương Cảnh Sơn, bất hòa với anh ta, sau làm hòa Bạn trai cũ của Fiona |
| Tôn Tuệ Tuyết             | Trần Mỹ Nhân     | Yan, A Nhân Chị của Trần Quang Lượng Vợ của Chương Chấn Hách, tập 25 chính thức ly hôn, nhưng cuối cùng làm hòa Con dâu của Chương Hoành Vũ, âm thầm giúp đỡ ông liên lạc với Trương Cảnh Sơn Con dâu của Triệu Nhã Nghiên, bị bà bất mãn, thường cảm thấy áp lực trước mặt bà, tập 21 bị bà tát sau khi thấy cô công khai tấm hình chụp chung của Chương Chấn Hách và Trương Cảnh Sơn Chị dâu cúng cha khác mẹ của Trương Cảnh Sơn Xuất thân từ tầng lớp thấp, trình độ học vấn trung học Tập 23 phát hiện mình bị bệnh Lupus ban đỏ nên lấy lý do có người yêu khác để đề nghị ly hôn với Chương Chấn Hách.                                               |
| Trương Quân Duệ (lúc nhỏ) | Trương Cảnh Sơn  | Hill, Hiêu Trương (Phô Trương), Hill Heo (Dư An Na thường gọi), A Sơn, Thằng Khờ (Mã Dung Nghĩa thường gọi), Thằng Mập (Tân Khải Tình thường gọi) Tên trên mạng: Nana Đẹp Sinh năm 1989 Tên gốc là Chương Cảnh Sơn Con trai riêng của Chương Hoành Vũ với Trương Ỷ Lâm Con ghẻ và kẻ địch của Triệu Nhã Nghiên Bạn thân của Mã Dung Nghĩa Em trai cùng cha khác mẹ của Chương Chấn Hách, bất hòa với anh ta, sau làm hòa Em chồng của Trần Mỹ Nhân Cháu trai gọi chị Hà, chị Phong bằng dì Bạn thời trung học của Dư An Na, tập 9 thành bạn trai cô, tập 23 chia tay Bạn thời trung học của Doãn Chân Nhi Quen biết từ nhỏ và có tình cảm với Tân Khải Tình |
| Trương Chấn Lãng          | Trương Cảnh Sơn  | Hill, Hiêu Trương (Phô Trương), Hill Heo (Dư An Na thường gọi), A Sơn, Thằng Khờ (Mã Dung Nghĩa thường gọi), Thằng Mập (Tân Khải Tình thường gọi) Tên trên mạng: Nana Đẹp Sinh năm 1989 Tên gốc là Chương Cảnh Sơn Con trai riêng của Chương Hoành Vũ với Trương Ỷ Lâm Con ghẻ và kẻ địch của Triệu Nhã Nghiên Bạn thân của Mã Dung Nghĩa Em trai cùng cha khác mẹ của Chương Chấn Hách, bất hòa với anh ta, sau làm hòa Em chồng của Trần Mỹ Nhân Cháu trai gọi chị Hà, chị Phong bằng dì Bạn thời trung học của Dư An Na, tập 9 thành bạn trai cô, tập 23 chia tay Bạn thời trung học của Doãn Chân Nhi Quen biết từ nhỏ và có tình cảm với Tân Khải Tình |
| Phương Thiệu Thông        | Trần Quang Lượng | A Lượng Người phục vụ ở khách sạn, từng đi tù Em trai của Trần Mỹ Nhân Em vợ của Chương Chấn Hách Cháu thông gia của Chương Hoành Vũ, Triệu Nhã Nghiên |

#### Nhà họ Mã
| Diễn viên    | Vai diễn      | Biệt danh / Mối quan hệ |
| ------------ | ------------- | --- |
| Trình Khả Vi | Khu Huệ Bình  | bà Mã nội trợ Mẹ của Mã Dung Nghĩa Hàng xóm của Trương Ỷ Lâm, rất thương Trương Cảnh Sơn Đối đầu với Lý Chí An, sau làm hoà |
| Dương Minh   | Mã Dung Nghĩa | Easy, anh Easy, Thiểu Năng (Trương Cảnh Sơn thường gọi) Sinh năm 1983 Con trai của Khu Huệ Bình Bạn thân của Trương Cảnh Sơn, Chương Chấn Hách Bạn trai của Lý Chí An, tập 14 đề nghị chia tay, tập 19 làm hòa và cầu hôn cô, tập 20 tưởng mình từng bị phản bội nên hủy hôn, tập 21 được Tô Chí Bân cho biết chỉ nói giỡn với Lý Chí An, biết cái thai của Lý Chí An là của mình nên làm hoà, tập 25 trở thành chồng sắp cưới của cô Bạn chung nhà và đồng nghiệp của Tề Thiên Lạc Bạn thân của Tống Thiên Cơ, nhiều năm trước do lái xe không cẩn thận khiến anh ta bị tàn tật, sau bị anh ta hãm hại, trở mặt thành kẻ tử địch Tên đồng âm với: Dung Dị (Dễ Dàng) |

#### Nhà họ Tân
| Diễn viên                 | Vai diễn      | Biệt danh / Mối quan hệ |
| ------------------------- | ------------- | --- |
| Chung Chí Quang           | Tân Chí Huy   | Làm nghề bảo vệ Chồng của Lữ Bội Phân Cha của Tân Khải Đào, Tân Khải Tình |
| Chúc Văn Quân             | Lữ Bội Phân   | Vợ của Tân Chí Huy Mẹ của Tân Khải Đào, Tân Khải Tình |
| Huỳnh Ân Lâm (lúc nhỏ)    | Tân Khải Đào  | Sinh 1987, mất năm 1995 Con trai đã mất của Tân Chí Huy, Lữ Bội Phân Anh trai đã mất của Tân Khải Tình Lúc nhỏ vì xuống biển nhặt dép giúp Tân Khải Tình nên chết đuối Ước mơ trở thành một cảnh sát |
| Huỳnh Ngữ Thiên (lúc nhỏ) | Tân Khải Tình | Tân Tử, Tình Tình, A Tân, Tình Tình Mập, Nhỏ Mập (Trương Cảnh Sơn thường gọi) Sinh năm 1991 Con gái của Tân Chí Huy, Lữ Bội Phân Em gái của Tân Khải Đào Lúc nhỏ thích nhất là ăn bánh snack tôm Bạn thân và bạn cùng nhà của Hà Thi Hoa Hàng xóm của Tề Thiên Lạc Quen biết từ nhỏ và có tình cảm với Trương Cảnh Sơn Tình địch của Dư An Na Vì muốn báo đáp Tân Khải Đào mà cắt tóc ngắn, thay anh tòng quân Luôn cảm thấy tự trách vì gián tiếp khiến anh trai chết đuối |
| Thái Tư Bối               | Tân Khải Tình | Tân Tử, Tình Tình, A Tân, Tình Tình Mập, Nhỏ Mập (Trương Cảnh Sơn thường gọi) Sinh năm 1991 Con gái của Tân Chí Huy, Lữ Bội Phân Em gái của Tân Khải Đào Lúc nhỏ thích nhất là ăn bánh snack tôm Bạn thân và bạn cùng nhà của Hà Thi Hoa Hàng xóm của Tề Thiên Lạc Quen biết từ nhỏ và có tình cảm với Trương Cảnh Sơn Tình địch của Dư An Na Vì muốn báo đáp Tân Khải Đào mà cắt tóc ngắn, thay anh tòng quân Luôn cảm thấy tự trách vì gián tiếp khiến anh trai chết đuối |

#### Nhà họ Hà
| Diễn viên                  | Vai diễn        | Biệt danh / Mối quan hệ |
| -------------------------- | --------------- | --- |
| Trần Gia Huy               | Hà Quảng Nguyên | Chủ tịch một công ty lớn Chồng của bà Hà Chồng của Tưởng Du Đình, từng là cấp trên của bà Cha của Hà Thi Hoa, bất hòa với cô, sau đối đầu với cô Từng vì muốn lấy được mối làm ăn cho công ty mà bắt Hà Thi Hoa giao vãng và đính hôn với Khổng Lưu |
| Châu Bảo Lâm               | bà Hà           | Vợ đã mất của Hà Quảng Nguyên Mẹ đã mất của Hà Thi Hoa Tình địch đã mất của Tưởng Du Đình Phải trường kỳ ở lại bệnh viện, năm 2004 qua đời vì bệnh |
| Diệp Khải Nhân             | Tưởng Du Đình   | Vợ sau của Hà Quảng Nguyên, từng là cấp dưới của ông Tình địch của bà Hà Mẹ kế của Hà Thi Hoa, bị cô ghét |
| Dương Khải Ngưng (lúc nhỏ) | Hà Thi Hoa      | Silver, A Ngân Thiên kim tiểu thư Sinh năm 1992 Con gái của Hà Quảng Nguyên với bà Hà, bất hòa với cha mình, sau làm hoà Con ghẻ của Tưởng Du Đình, ghét mẹ kế của mình Bạn thân và bạn cùng nhà của Tân Khải Tình Hàng xóm và chủ cho thuê nhà của Tề Thiên Lạc, có tình cảm với anh, tập 24 thành bạn gái anh Đối tượng yêu thầm của Khổng Lưu Từng tặng cho sở cảnh sát một chú chó tên Duke, sau đó Duke trở thành cảnh khuyển của Tề Thiên Lạc |
| Đặng Bội Nghi              | Hà Thi Hoa      | Silver, A Ngân Thiên kim tiểu thư Sinh năm 1992 Con gái của Hà Quảng Nguyên với bà Hà, bất hòa với cha mình, sau làm hoà Con ghẻ của Tưởng Du Đình, ghét mẹ kế của mình Bạn thân và bạn cùng nhà của Tân Khải Tình Hàng xóm và chủ cho thuê nhà của Tề Thiên Lạc, có tình cảm với anh, tập 24 thành bạn gái anh Đối tượng yêu thầm của Khổng Lưu Từng tặng cho sở cảnh sát một chú chó tên Duke, sau đó Duke trở thành cảnh khuyển của Tề Thiên Lạc |

#### Nhà họ Tống
| Diễn viên      | Vai diễn      | Biệt danh / Mối quan hệ |
| -------------- | ------------- | --- |
| Tăng Kiện Minh | ông Tống      | Chồng của bà Tống Lý Cha của Tống Thiên Cơ Tháng 7/2009 mất vì bệnh ung thư |
| Lý Lệ Lệ       | bà Tống Lý    | Vợ của ông Tống Mẹ của Tống Thiên Cơ Vì chồng bà bệnh qua đời nên chịu đả kích lớn, mắc bệnh trầm cảm, ngày 2/9/2009 nhảy lầu tự tử |
| Hứa Gia Kiệt   | Tống Thiên Cơ | A Cơ, Anh Cơ, Thiêu Cơ (Khiêu Chiến) Nhân vật phản diện lớn nhất của phim Chủ vựa tái chế giấy vụn, bạn đá banh ngày xưa của Mã Dung Nghĩa Con trai của ông Tống với bà Tống Lý Bạn thân của Mã Dung Nghĩa, năm 2007 do Dung Nghĩa lái xe không cẩn thận khiến anh ta đứt dây chằng chữ thập, không thể vận động mạnh, sau hãm hại Dung Nghĩa, trở mặt thành kẻ tử địch Đặt mục tiêu gia nhập ASU, nhưng sau tai nạn vì tàn tật không được làm cảnh sát nên căm hận và muốn giết cảnh sát Giả vờ hòa thuận với Mã Dung Nghĩa, thật ra muốn thám thính tình hình các thành viên của ASU Ly gián mối quan hệ của Trương Cảnh Sơn - Mã Dung Nghĩa và Chương Chấn Hách - Trần Mỹ Nhân Cấp trên của Kim, Bân Phái Arfan theo dõi hành vi cử chỉ của Trương Cảnh Sơn, hứa với Arfan sẽ giải cứu anh trai cậu là Normankia Malik Xuất hiện lần đầu ở tập 7, chính thức lên sóng ở tập 9 Tập 19 đánh ngất và định bắt cóc Lý Chí An, nhưng vì phát hiện cô có thai nên thả ra Tập 22 dùng bom sát hại Văn Vĩnh Cường Tập 24 bắn Mã Dung Nghĩa bị thương và khống chế anh ta Tập 25 bị Trương Cảnh Sơn bắn chết Nhân vật lấy cảm hứng từ: Diệp Kế Hoan (tội phạm khét tiếng ở Hong Kong những năm 80) |

#### Nhà họ Văn
| Diễn viên        | Vai diễn        | Biệt danh / Mối quan hệ |
| ---------------- | --------------- | --- |
| Quan Lễ Kiệt     | Văn Vĩnh Cường  | sếp Man, Vĩnh Cường, Cường Xương Sườn (Ổ Hữu Vi thường gọi) Thanh tra (huấn luyện và chi viện) / Chuyên viên bom mìn của EODB Sinh năm 1964 Chồng cũ của Châu Phượng Chu Cha của Văn Tử Khiêm, bất hòa với anh Tập 22 mất mạng vì bị Tống Thiên Cơ đặt bom trên xe hơi                   |
| Diêu Doanh Doanh | Châu Phượng Chu | Chủ quán bar Vợ cũ của Văn Vĩnh Cường Mẹ của Văn Tử Khiêm |
| Tô Trác Ân       | Văn Tử Khiêm    | Khiêm Tử Cảnh viên Con trai của Văn Vĩnh Cường, Châu Phượng Chu Bất hòa với Văn Vĩnh Cường, tập 22 nhờ Châu Phượng Chu giải thích nên hiểu ra chân tướng, quyết định tha thứ cho ông Cuối tập 25 thi vào ASU để báo đáp Văn Vĩnh Cường Cấp dưới của Đặng Ứng Thao Yêu thầm Doãn Chân Nhi |

#### Nhà họ Ổ
| Diễn viên      | Vai diễn     | Biệt danh / Mối quan hệ |
| -------------- | ------------ | --- |
| Trần Vinh Tuấn | Ổ Hữu Vi     | sếp Ô Đầu Từng là Trung sĩ và Huấn luyện viên cảnh sát của ASU, đã nghỉ hưu Cha của Ổ Quán Thông Thầy huấn luyện ở ASU và cấp dưới ngày xưa của Văn Vĩnh Cường Mắc bệnh đãng trí giai đoạn đầu |
| Chu Mẫn Hãn    | Ổ Quán Thông | A Thông, Ô Thúc Thúc, Ô Long Sinh năm 1992 Cấp dưới của Văn Vĩnh Cường Con trai của Ổ Hữu Vi                                                                                                   |

#### Nhà họ Giang
| Diễn viên   | Vai diễn          | Biệt danh / Mối quan hệ |
| ----------- | ----------------- | --- |
| Ngô Gia Lạc | Giang Cẩm Vinh    | Cảnh viên Cao cấp của ASU Đã ly hôn với vợ nhiều năm Cha của Giang Nguyệt Đồng, bất hoà với cô bé và bị bé đối xử lạnh nhạt, làm hoà ở tập 16 Con rể trước đây của dì Hoa, bị bà bất mãn, sau làm hoà |
| Huỳnh Tử Ân | Giang Nguyệt Đồng | Đồng Đồng Con lai, chỉ biết nói tiếng Anh và tiếng Phổ thông Con gái của Giang Cẩm Vinh, quan hệ xa cách và cự tuyệt chung sống với anh, làm hoà ở tập 16 Cháu ngoại của dì Hoa Bạn thân của Hà Thi Hoa Vì bà ngoại nhập viện và mẹ đi nước ngoài công tác nên tạm thời giao bé cho cha chăm sóc Tập 21 trở về nước ngoài cùng với dì Hoa |

#### Nhà họ Khương
| Diễn viên          | Vai diễn         | Biệt danh / Mối quan hệ |
| ------------------ | ---------------- | --- |
| Phan Phương Phương | Châu Thiếu Lan   | Sinh 1964 - mất 2017 Mẹ đã mất của Khương Hạo Chính, vì mắc bệnh Huntington nên bỏ rơi anh từ nhỏ (tập 13) |
| Lê Chấn Diệp       | Khương Hạo Chính | Cú Khương (Đủ Đô), A Khương, A Chính, Eagle 2 Cảnh viên của ASU Sinh năm 1987 Con trai của Châu Thiếu Lan Bạn trai của Tăng Hiểu Thần, quyết định chia tay cô ở tập 1 vì mẹ anh mất do bệnh Huntington, anh sợ mình bị di truyền bệnh này làm gánh nặng cho gia đình, tập 18 nói ra nguyên nhân chia tay thật sự, tập 24 tái hợp, tập 25 trở thành chồng cô |
| Lại Úy Linh        | Tăng Hiểu Thần   | A Thần, chị Thần Ký giả tờ "Bạo Truyền Môi" (Truyền thông Hé Lộ) Bạn gái của Khương Hạo Chính, chia tay ở tập 1, tập 24 tái hợp, tập 25 trở thành vợ anh Sống ở đường Java, khu Bắc Giác |

### Các diễn viên khác
| Diễn viên          | Vai diễn          | Biệt danh/ Mối quan hệ |
| ------------------ | ----------------- | --- |
| Hà Y Đình          | Lý Chí An         | An An KOL (người nổi tiếng) trên mạng / cựu tiếp viên hàng không Tên trên mạng: KaLaam Bạn gái của Mã Dung Nghĩa, chia tay ở tập 14, làm hòa và được cầu hôn ở tập 19, huỷ bỏ hôn ước ở tập 20, tập 25 trở thành vợ sắp cưới của anh Bạn thân và sống chung nhà với Dư An Na Bị Khu Huệ Bình bất mãn, tập 25 làm hoà Bạn gái cũ của Tô Chí Bân Tập 18 phát hiện mình có thai, nhưng nghi ngờ đó là kết quả tình một đêm hôm trước với Tô Chí Bân Tập 21 Tô Chí Bân nói cho Mã Dung Nghĩa biết chỉ nói giỡn với cô, biết được cái thai là của Nghĩa nên làm hoà |
| Trần Kiến Văn      | Chiêm Dật Diêu    | Nhân viên pha chế |
| Thái Thần          | Khổng Lưu         | Công tử nhà giàu Chồng sắp cưới được cha mẹ sắp đặt của Hà Thi Hoa, yêu đơn phương cô, nhưng không được cô chấp nhận Họ tên đồng âm với diễn viên Hàn Gong Yoo |
| Huỳnh Tử Vỹ        | Kiều              | |
| Lưu Quế Phương     | chị Dung          | Người giúp việc theo giờ của nhà họ Ổ Phụ giúp chăm sóc Ổ Hữu Vi |
| Trần Thi Cần       | Arfan Choora      | Thanh niên gốc Nam Á Em trai của Norman Kia Malik, vì muốn cứu anh ta nên nhờ vả Tống Thiên Cơ Ngoài mặt là bạn tốt của Trương Cảnh Sơn, thật ra được Tống Thiên cơ giao cho theo dõi Sơn và báo cáo hành tung của anh ta cho Thiên Cơ |
| Huỳnh Bách Văn     | sếp Xa            | Thanh tra DCS Cấp trên cũ của Trương Cảnh Sơn |
| Lý Khải Kiệt       | Viễn              | Cảnh viên DCS Đồng nghiệp cũ của Trương Cảnh Sơn |
| Chương Chí Văn     | Chiêu             | Cảnh viên DCS Đồng nghiệp cũ của Trương Cảnh Sơn |
| Châu Tử Doanh      | A Doanh           | Phục vụ quán rượu About Time |
| Hoắc Kiện Bang     |                   | Phục vụ quán rượu About Time |
| Lý Mạn Phân        |                   | Y tá |
| Đường Gia Lân      | Tô Chí Bân        | Ben, A Bân, Kẻ Đê Tiện Bạn trai cũ của Lý Chí An |
| La Tụng Hân        |                   | Phóng viên tin tức |
| Hứa Tư Mẫn         |                   | Khách ở sân bay (tập 1) |
| Trần Chấn Hoa      | Norman Kia Malik  | Kẻ cướp tiệm đổi tiền ở sân bay Tội phạm bị truy nã quốc tế Anh trai của Arfan Tập 24 bị áp giải về nước để xét xử |
| La Hân Linh        |                   | Lữ khách (tập 1) Học viên (tập 18) |
| Diêu Hoành Viễn    | Đại Điền          | Martin Bạn trai cũ của Dư An Na (tập 1) |
| Trần Gia Tuệ       |                   | Y tá (tập 1,8,17) Thành viên nhóm dâu phụ trong hôn lễ của Tăng Hiểu Thần (tập 25) |
| Thẩm Ái Lâm        |                   | Y tá (tập 1,19) Thành viên nhóm dâu phụ trong hôn lễ của Tăng Hiểu Thần (tập 25) |
| Đàm Khôn Luân      | Từ Triển Kỳ       | Nghi phạm đặt bom sân bay (tập 1) |
| Liêu Tư Lược       |                   | Khách ở sân bay (tập 2) |
| Lý Quân Nghiên     | Ngũ Gia Kỳ        | Cảnh viên Cục Cảnh sát Giao thông Đồng nghiệp của Hà Thi Hoa (tập 2,3) Giống vai diễn của họ trong phim Thiết mã gặp chiến xa |
| Mã Quán Đông       | Dương Danh        | Cảnh viên Cục Cảnh sát Giao thông Đồng nghiệp của Hà Thi Hoa (tập 2,3) Giống vai diễn của họ trong phim Thiết mã gặp chiến xa |
| Trần Miễn Lương    | Trưởng thôn Dương | Bị trặc chân trên núi, được Trương Cảnh Sơn và Tân Khải Tình giúp cho xuống núi (tập 3) |
| Bạch Vân           |                   | Lữ khách Trước khi lên máy bay bị mất hộ chiếu, sau đó tìm lại được (tập 3) |
| Trịnh Khải Thái    |                   | Cha của Trần Gia Tuấn (tập 4) |
| Châu Lệ Hân        |                   | Mẹ của Trần Gia Tuấn (tập 4) |
|                    | Trần Gia Tuấn     | Con trai của Trịnh Khải Thái, Châu Lệ Hân Tự mua vé máy bay, định theo mẹ đi công tác Vì muốn tránh sự truy tìm của ASU nên trốn và mắc kẹt trong khoang hành lý của xe bus du lịch, cuối cùng được cứu (tập 4) |
| Đổng Kính Văn      | Tang Tiêu         | Kẻ cướp Cấu kết với Tống Thiên Cơ (tập 5,24) |
| Hồ Phỉ             |                   | Kẻ cướp (tập 5,6) |
| Huỳnh Dĩnh Quân    |                   | Hướng dẫn viên du lịch (tập 5) |
| Đinh Lạc Tư        |                   | Người đi tour du lịch (tập 5) |
| Huỳnh Đắc Sinh     |                   | Kẻ cắp (tập 5) |
| Phan Quán Lâm      |                   | Vợ của Lý Lực Tường, có một đứa con trai với anh ta (tập 5) |
| Lương Già Vịnh     |                   | Cô giáo thời trung học của Trương Cảnh Sơn (tập 6) |
| La Hồng            |                   | Nghị viên Hội đồng Lập pháp (tập 6) |
| Ôn Dụ Hồng         | bà Phương         | Bà nhà giàu (tập 7,12) |
| Diệp Gia Hoằng     | Hữu Ba            | (tập 7-9,23,24) |
| Trần Gia Lương     |                   | Bồi bàn (tập 7,8,12) |
| Triệu Bích Du      |                   | Nữ sinh (tập 7) Thành viên nhóm dâu phụ trong hôn lễ của Tăng Hiểu Thần (tập 25) |
| Phạm Trọng Hằng    |                   | Nam sinh (tập 7) |
| Âu Hiên Vỹ         | Tiến sĩ Khâu      | Bạn của Chương Hoành Vũ (tập 8, 10) |
| Trương Thi Hân     |                   | Học sinh trung học (tập 9) |
| Quan Hạo Dương     |                   | Chàng trai áo tím (tập 9) |
| Mạch Hạo Nhi       | Tinh              | Bạn gái cũ của Bryan Bạn thân của Dư An Na (tập 9) |
| Nguyễn Chính Phong | Bryan             | Bạn trai cũ của Tinh Tập 9 nghĩ rằng Dư An Na xúi giục Tinh chia tay mình nên uy hiếp Na, trong lúc phản kháng đã dùng dao cứa Trương Cảnh Sơn bị thương, cuối cùng bị khống chế và bắt giữ |
| Lương Gia Tuấn     |                   | Cơ trưởng (tập 9) |
| Đàm Trác Thăng     |                   | Chàng trai (tập 10,16) |
| Trần Dĩnh Hi       |                   | Cô gái (tập 10,16) |
| Trần Uyển Đình     |                   | Thiếu nữ định tự sát (tập 10) |
| Trang Tư Minh      | Icey              | Đối tượng coi mắt của Mã Dung Nghĩa Được Khu Huệ Bình ưng ý vô cùng (tập 11,14) |
| Chương Cảnh Hằng   |                   | Kẻ cướp (tập 11) |
| Lê Khoan Di        |                   | Phóng viên thời sự (tập 12) Thành viên nhóm dâu phụ trong hôn lễ của Tăng Hiểu Thần (tập 25) |
| Tạ Khả Dật         | James             | Cơ trưởng giả dạng (tập 12) |
| Chu Lạc Minh       |                   | Người dẫn chương trình (tập 12) |
| Trương Trí Hiên    |                   | Quản lý khách sạn (tập 12) |
| Sầm Hạnh Hiền      | Cherry Mountain   | Ca sĩ nổi tiếng Nhiều năm trước vì bệnh tim nên buộc phải tạm thời rút khỏi giới giải trí, ra nước ngoài phẫu thuật thay tim và dưỡng bệnh, sau đó trở về Hong Kong và dự định tái xuất (tập 13) |
| Thiệu Triển Bằng   |                   | Từng là người hâm mộ của Cherry Mountain Vì bất mãn năm xưa Cherry Mountain đột nhiên rút khỏi giới giải trí không lý do nên âm mưu tập kích cô, cản trở cô tái xuất (tập 13) |
| Trình Hạo          |                   | Từng là người hâm mộ của Cherry Mountain Vì bất mãn năm xưa Cherry Mountain đột nhiên rút khỏi giới giải trí không lý do nên âm mưu tập kích cô, cản trở cô tái xuất (tập 13) |
| Dư Phú Căn         |                   | Từng là người hâm mộ của Cherry Mountain Vì bất mãn năm xưa Cherry Mountain đột nhiên rút khỏi giới giải trí không lý do nên âm mưu tập kích cô, cản trở cô tái xuất (tập 13) |
| Tiêu Khải Hân      |                   | Từng là người hâm mộ của Cherry Mountain Vì bất mãn năm xưa Cherry Mountain đột nhiên rút khỏi giới giải trí không lý do nên âm mưu tập kích cô, cản trở cô tái xuất (tập 13) |
| Giản Gia Kỳ        |                   | Từng là người hâm mộ của Cherry Mountain Vì bất mãn năm xưa Cherry Mountain đột nhiên rút khỏi giới giải trí không lý do nên âm mưu tập kích cô, cản trở cô tái xuất (tập 13) |
| Đặng Gia Kiệt      |                   | Từng là người hâm mộ của Cherry Mountain Vì bất mãn năm xưa Cherry Mountain đột nhiên rút khỏi giới giải trí không lý do nên âm mưu tập kích cô, cản trở cô tái xuất (tập 13) |
| Đàm Vĩnh Hạo       |                   | Người cha / mẹ trẻ Tập 13 vì lo theo đuổi thần tượng nên bỏ quên con nhỏ ở phòng thay tã em bé trong sân bay |
| Dương Trình        |                   | Người cha / mẹ trẻ Tập 13 vì lo theo đuổi thần tượng nên bỏ quên con nhỏ ở phòng thay tã em bé trong sân bay |
| Diệp Thiến Văn     | Venus             | Bạn gái của Thôi Thuỵ Đức (tập 14) Tưởng Lôi Hựu Vượng là người đồng tính nên coi anh ta là bạn thân (tập 14) |
| Chu Hối Lâm        | Lôi Hựu Vượng     | Ron, Ron Ron Giả vờ làm người đồng tính để cua gái Do Venus ngộ nhận anh ta là người đồng tính nên coi như bạn thân Bạn trai cũ của Coffee (tập 14) |
| Mạnh Hy Lân        | Coffee            | Bạn gái cũ của Lôi Hựu Vượng Tập 14 không cam lòng khi bị Lôi Hựu Vượng chia tay nên tập kích anh ta, sau khi bị bắt đã tiết lộ cho Venus biết Lôi Hựu Vượng thường giả vờ làm người đồng tính để cua gái |
| Tạ Chỉ Luân        | Doanh             | Bà vợ giàu có Bạn của Trần Mỹ Nhân (tập 14) |
| Lương Nhân         | Huyên             | Bà vợ giàu có Bạn của Trần Mỹ Nhân (tập 14) |
| Mã Trăn Hi         |                   | Bà vợ giàu có Bạn của Trần Mỹ Nhân (tập 14) |
| Trương Vỹ Đằng     |                   | Kẻ khùng (tập 15) |
| Lý Gia Tấn         |                   | Cảnh sát của SDU (tập 15) |
| Hà Bội Mân         |                   | Kẻ cướp (tập 15) |
| Trần Minh Ân       |                   | Cô giáo của Giang Nguyệt Đồng (tập 15) |
| Tiêu Huy Dũng      | Dương Vỹ Nhân     | Mark Dương Công tử nhà giàu Con trai của Dương Phú Hữu Vì thiếu nợ cờ bạc số tiền lớn nên âm mưu cùng Kim giả vờ bị bắt cóc, định gạt tiền của cha mình (tập 16,17) |
| Huỳnh Khải Kỳ      |                   | Kẻ trộm (tập 16,17) |
| Quách Thiên Du     |                   | Kẻ trộm (tập 16) |
| Trương Gia Kỳ      |                   | Kẻ trộm (tập 16) |
| Tiêu Kiện Phong    | Paul              | Kẻ móc túi (tập 17) |
| Lý Hưng Hoa        | Kim               | Cấp dưới của Dương Vỹ Nhân Được Dương Vỹ Nhân chỉ thị giả vờ tạo ra tin anh ta bị bắt cóc để gạt tiền của thương gia Dương Phú Hữu (tập 17) |
| Phan Tử Phong      |                   | Cảnh sát (tập 17) |
| Mạc Vỹ Văn         | Dương Phú Hữu     | Thương gia Cha của Dương Vỹ Nhân (tập 17) |
| Tăng Uyển Sa       |                   | Phục vụ (tập 18) |
| Lợi Dĩnh Di        |                   | Cô giáo (tập 18) |
| Ngô Gia Nghi       | Uyển              | Bạn gái cũ của Tống Thiên Cơ (tập 19,20) |
| Trần Phú Thắng     |                   | Người định nhảy cầu vượt (tập 22) |
| Bành Kỳ Ngạn       |                   | Huấn luyện viên (tập 22) |
| Vương Trác Kỳ      | Fiona             | Bạn gái cũ của Chương Chấn Hách Mắc bệnh ung thư máu Đã qua đời vì bệnh nhiều năm trước (tập 23) |
| Lương Văn Uý       |                   | Dẫn chương trình (tập 23) |
| Ngô Ỷ San          |                   | Y tá (tập 23) |
| Vương Trí Địch     | Thiết Nam         | Thành viên xã hội đen Thuộc hạ của Tống Thiên Cơ (tập 23-24) |
| Tăng Hải Xương     | Stone             | Thành viên xã hội đen Thuộc hạ của Tống Thiên Cơ (tập 23-24) |
| Huỳnh Diệu Hoàng   | Lôi Thần          | Thành viên xã hội đen Thuộc hạ của Tống Thiên Cơ (tập 23-24) |
| Lư Vỹ Văn          | Xa Quỷ            | Thành viên xã hội đen Thuộc hạ của Tống Thiên Cơ (tập 23-24) |
| Quỷ Trủng          |                   | Ông chủ tiệm súng hơi (tập 24) |
| Chiêu Hạo Minh     | Tăng Bảo Minh     | (tập 24) |
| Ngô Triển Hoa      | Trịnh Gia Hoa     | (tập 24) |
| Trần Nặc Trung     |                   | Quản lý khách sạn (tập 24) |
| Chung Tử Điềm      |                   | Đôi tình nhân (tập 24) |
| Chung Quân Dương   |                   | Đôi tình nhân (tập 24) |
| Lý Tư Nhã          |                   | Phu nhân Tổng thống (tập 24) |
| Tô Khả Hân         |                   | Nhà tâm lý học lâm sàng (tập 24) |
| Dịch Vũ Hàng       | sếp Goode         | Chuyên gia xử lý bom (tập 24,25) |
| Trịnh Diễn Phong   |                   | Nhân viên điều tra (tập 25) |
| Trần Tĩnh Vân      |                   | Du khách Nhật Bản (tập 25) |
| Tô Lệ Minh         |                   | Nhân viên (tập 25) |

## Nhạc đệm trong phim
| Ca khúc                         | Nguyên tác                                           | Diễn tấu trong phim             | Nhạc cụ          |
| ------------------------------- | ---------------------------------------------------- | ------------------------------- | ---------------- |
| 血淚的磨練 Sự trui rèn gian khổ | Trịnh Tuấn Hoằng                                     | Nhạc chủ đề, nhạc tình huống    |                  |
| 如果你明白 Nếu như anh hiểu     | Cúc Tử Kiều                                          | Nhạc cuối phim, nhạc tình huống |                  |
| 伴我啟航 Cất cánh cùng tôi      | Tiểu Hổ Đội (Hồ Vị Khang, Tưởng Khánh Long, Lâm Lợi) | Nhạc tình huống                 |                  |
| 溫柔的你 Cô em dịu dàng         | Vương Kiệt, Lâm Ức Liên                              | Quan Lễ Kiệt                    | Saxophone        |
| 當年情 Tình năm xưa             | Trương Quốc Vinh                                     | Quan Lễ Kiệt, Vương Tử Hiên     | Saxophone Violon |
| 當年情 Tình năm xưa             | Trương Quốc Vinh                                     | Vương Tử Hiên, Đặng Bội Nghi    | Violon, Piano    |
| 喜歡你 Yêu mến em               | Beyond                                               | Dương Minh                      | Sáo mục đồng     |

## Ký sự
- 9/9/2018, khai máy quay phim.
- 10/9/2018, cử hành nghi thức bái thần và ra mắt tạo hình ở TVB City Tướng Quân Áo.
- 24/12/2018, kết thúc giai đoạn quay phim.
- 21/12/2018, cử hành lễ đóng máy ở Vượng Giác.
- 30/3/2020, cử hành hoạt động tuyên truyền mang tên "Sẵn sàng chờ lệnh" cho phim ở TVB City Tướng Quân Áo.
- 3/4/2020, cử hành hoạt động tuyên truyền mang tên "Sơ tuyển tinh anh" cho phim ở TVB City Tướng Quân Áo.
- 8/4/2020, các diễn viên của phim như Trương Chấn Lãng, Dương Minh, Thái Tư Bối, Huỳnh Tử Hằng, Chu Mẫn Hãn, Dương Chứng Hoa, Hà Y Đình, Diêu Diêc Lễ, Tiển Hạo Anh, Thái Quốc Uy, Trần Vỹ Hồng, Viên Trấn Nghiệp tham gia chương trình "Kiệt tác nổi tiếng 50 năm".
- 27/4/2020, cử hành hoạt động tuyên truyền mang tên "Nhiệm vụ hoàn thành" cho phim ở TVB City Tướng Quân Áo.

## Thông tin thêm
- Đây là 1 trong các tác phẩm xuất hiện trên bộ lịch của TVB năm 2019.
- Mối quan hệ và cách xây dựng nhân vật trong phim này có tham khảo phim Cảnh sát mới ra trường 1984 (Tân trát sư huynh)
- Có tin đồn rằng phim này dự định chiếu vào hè 2019, nhưng vì ở Hong Kong nổ ra cuộc biểu tình chống Dự luật Dẫn độ khiến quan hệ giữa cảnh sát và dân chúng trở nên căng thẳng. TVB họp nội bộ xong nhận định bộ phim này không thích hợp chiếu vào lúc đó, phim bị hoãn vô thời hạn, cuối cùng mới thuận lợi lên sóng ngày 30/3/2020.
- Đây là bộ phim đầu tiên của Hà Y Đình ở TVB.
- Đây là bộ phim cuối cùng ở TVB của Lâm Vịnh Đào, Châu Tử Doanh, Trương Trí Hiên và Trần Minh Ân.
- Đây là lần hợp tác thứ 11 của Trương Chấn Lãng và Dương Minh sau các bộ Vòng quay hạnh phúc, Con đường mưu sinh, Sư phụ, minh bạch liễu, Mùa tình yêu, Ngọc tỷ kỳ án, Bầu trời của chúng ta, Vòng xoáy thiện ác, Ngàn lời yêu thương, Tình phương xa, Bước cùng em.
- Đây là lần hợp tác lại của Thái Tư Bối, Trương Chấn Lãng, Huỳnh Tử Hằng, Hứa Gia Kiệt và Lưu Ôn Hinh sau bộ Bước qua ranh giới.
- Đây là lần hợp tác lại của Thái Tư Bối, Dương Minh và Thang Lạc Văn sau bộ Tâm lý truy hung.
- Đây là lần hợp tác lại của Thái Tư Bối, Dương Minh, Đặng Bội Nghi và Tiển Hạo Anh sau bộ Thiết Thám.
- Đây là lần hợp tác lại của Huỳnh Tử Hằng, Quan Lễ Kiệt, Lỗ Chấn Thuận, Vương Tử Hiên và Lê Chấn Diệp sau bộ Thưa ngài thẩm phán.
- Đây là lần hợp tác lại của Huỳnh Tử Hằng, Trương Chấn Lãng, Ngô Gia Lạc và Thang Lạc Văn sau bộ Kỳ án Bao Thanh Thiên.
- Đây là lần hợp tác lại và cùng đóng vai người một nhà của Chung Chí Quang, Chúc Văn Quân và Thái Tư Bối sau bộ Định mệnh.
- Rất nhiều diễn viên trong phim này đều từng đóng trong phim Mái ấm gia đình 4 (Ái hồi gia chi Khai tâm tốc đệ), nên phim được dân mạng đặt cho cái tên vui là Ái hồi gia chi Cơ trường đặc cảnh. Bao gồm các diễn viên Hứa Gia Kiệt, Lê Chấn Diệp, Ngô Gia Lạc, Dương Ngọc Mai, Hà Khải Nam, Dương Chứng Hoa, Chung Chí Quang, Trần Gia Huy, Trần Vinh Tuấn, Đặng Vĩnh Kiện, Thôi Cẩm Đường, Diêu Doanh Doanh, Lương Nhân, Mã Quán Đông, Trang Tư Minh, Tô Ân Từ, Châu Tử Doanh, Sầm Hạnh Hiền, Tạ Chỉ Luân, Hứa Tư Mẫn, Nguyễn Chính Phong, Diệp Thiến Văn, Ngô Hương Luân, La Hồng, Trương Thi Hân, Vương Trí Địch, Chiêu Hạo Minh, Trần Uyển Đình, Vệ Chí Hào, Đàm Khôn Luân, Dương Gia Hân, Ôn Dụ Hồng, Hồ Mỹ Di, Lâm Tú Di, Ngô Chỉ Mặc, Diệp Khải Nhân, Mạc Gia Cam, Lưu Quế Phương, Trần Miễn Lương, Trương Vỹ Đằng, Tăng Tuệ Vân, Lý Mạn Phân, Tiển Hạo Anh, Châu Bảo Lâm, Hồ Phỉ, Ngũ Lễ Khiên, Phan Quán Lâm, Chương Chí Văn, Lưu Gia Kỳ, Huỳnh Bách Văn, Lý Thiện Hằng, Tô Khả Hân, Lý Quân Nghiên, Dương Gia Bảo, Quan Hạo Dương, Trịnh Khải Thái, Huỳnh Đắc Sinh, Quỷ Trủng, Trần Chấn Hoa, Dương Trình, Lợi Dĩnh Di, Tiêu Khải Hân, Huỳnh Dĩnh Quân, Lê Khoan Di, Đinh Lạc Tư, Triệu Bích Du, Huỳnh Diệu Hoàng, Trình Hạo, Thẩm Ái Lâm, Mạch Hạo Nhi, Đàm Vĩnh Hạo, Đặng Gia Kiệt, Ngô Ỷ San, Trần Dĩnh Hi, Bạch Vân, Chung Quân Dương, Lý Tư Nhã, Trịnh Diễn Phong, Dịch Vũ Hàng, Trần Tĩnh Vân, Đường Gia Lân, Châu Lệ Hân.
- Diễn viên Lê Gia Trí đóng vai sếp Chiêu trong tập 1 và 22 cũng là cố vấn chuyên môn cho phim, cũng từng là người đứng đầu ASU ngoài đời thật.
- Diễn viên nhí Trương Quân Duệ đóng vai Trương Cảnh Sơn lúc nhỏ, ngoài đời là cháu trai gọi Trương Chấn Lãng bằng chú.
- Diễn viên Trang Tư Minh đóng vai đối tượng coi mắt của Mã Dung Nghĩa ở tập 11, ngoài đời là bạn gái của Dương Minh.
- Trong tập 21 của phim, khi Trương Cảnh Sơn và Tân Khải Tình đi tuần tra, vô tình gặp Dư An Na và các tiếp viên khác vừa xuống chuyến tàu điện nhanh rồi đi bộ tới sân bay. Trên thực tế, cảnh này quay ở trạm Bác Lãm Quán (AsiaWorld-Expo Station), và trạm này không có đường đi thông tới Sân bay Quốc tế Hong Kong.
- Tập 23 cảnh cuối cùng khi Chương Chấn Hách và Mã Dung Nghĩa đánh nhau với những người Nam Á ở cầu thang và trên sân thượng, được lấy cảm hứng từ trò chơi điện tử nổi tiếng Yakuza của Nhật.
- Khi phim đang trong quá trình quay, ga hành khách số 2 (Terminal 2) của sân bay vẫn còn hoạt động, nhà ga này từ ngày 28/11/2019 mới ngưng hoạt động.
- Có nhiều cảnh trong phim được quay tại Disneyland Hong Kong và Trung tâm Giải trí Địch Hân Hồ (Inspiration Lake Recreation Centre).

## Ratings (Tỷ suất xem đài)
| Tuần thứ   | Tập số     | Ngày tháng            | Ratings trung bình | Ratings đỉnh | Ghi chú                                                                                 |
| ---------- | ---------- | --------------------- | ------------------ | ------------ | --------------------------------------------------------------------------------------- |
| 1          | 1-5        | 30/3/2020 - 3/4/2020  | 32.8 điểm          | 33.9 điểm    | Rating khi phát trực tiếp tập 1 là 31 điểm Tổng rating trên mọi nền tảng 33.9 điểm      |
| 2          | 6-10       | 6/4/2020 - 10/4/2020  | 33.4 điểm          | 34.5 điểm    | Rating tập 6 trên mọi nền tảng là 34.5 điểm                                             |
| 3          | 11-15      | 13/4/2020 - 17/4/2020 | 33.2 điểm          | 34.7 điểm    | Rating tập 12 trên mọi nền tảng là 34.7 điểm                                            |
| 4          | 16-20      | 20/4/2020 - 24/4/2020 | 32.1 điểm          | 33.8 điểm    | Rating tập 16 trên mọi nền tảng 32.3 điểm Rating tập 20 trên mọi nền tảng 33.8 điểm     |
| 5          | 21-25      | 27/4/2020 - 1/5/2020  | 34.4 điểm          | 36.3 điểm    | Rating khi phát trực tiếp tập 21 là 32.3 điểm Rating tập 25 trên mọi nền tảng 36.3 điểm |
| Cả bộ phim | Cả bộ phim | Cả bộ phim            | 33.2 điểm          | 36.3 điểm    | Rating trung bình của cả bộ phim 33.2 điểm                                              |

Khi chiếu trên Youku, độ hot của phim trong số các phim đang chiếu và phim chiếu mạng ở Trung Quốc:
| Ngày (năm 2020) | Xếp hạng Youku | Xếp hạng toàn quốc |
| --------------- | -------------- | ------------------ |
| 30/3            | 11             | 27                 |
| 31/3            | 5              | 10                 |
| 1/4             | 5              | 9                  |
| 2/4             | 4              | 7                  |
| 3/4             | 5              | 9                  |
| 4/4             | 5              | 10                 |
| 5/4             | 5              | 11                 |
| 6/4             | 5              | 10                 |
| 7/4             | 6              | 12                 |
| 8/4             | 5              | 10                 |
| 9/4             | 5              | 7                  |
| 10/4            | 6              | 11                 |
| 11/4            | 7              | 11                 |
| 12/4            | 6              | 11                 |
| 13/4            | 6              | 10                 |
| 14/4            | 6              | 10                 |
| 15/4            | 4              | 8                  |
| 16/4            | 3              | 5                  |
| 17/4            | 3              | 5                  |
| 18/4            | 2              | 4                  |
| 19/4            | 3              | 6                  |
| 20/4            | 3              | 6                  |